# Monocloruro de aluminio
El monocloruro de aluminio o cloruro de aluminio es un haluro metálico de fórmula AlCl. Como molécula, el monocloruro de aluminio es termodinámicamente estable solo a alta temperatura y baja presión. Este compuesto se produce como un paso en el proceso Alcan para fundir aluminio a partir de una aleación rica en este elemento. Cuando la aleación se introduce en un reactor que se calienta a 1300 °C y se mezcla con tricloruro de aluminio, se produce un gas de monocloruro de aluminio.
2 Al(aleación) + AlCl3(gas) → 3 AlCl(gas)
Luego se desproporciona en aluminio fundido y tricloruro de aluminio al enfriarse a 900 °C.
Esta molécula se ha detectado en el medio interestelar, donde las moléculas están tan diluidas que las colisiones intermoleculares no son importantes. 